# Opilioacarus ojastii
Opilioacarus ojastii är en spindeldjursart som först beskrevs av Pekka T. Lehtinen 1980.  Opilioacarus ojastii ingår i släktet Opilioacarus och familjen Opilioacaridae. Inga underarter finns listade i Catalogue of Life.